# Andrea Doria (Schiff, 1953)
Die Andrea Doria war ein italienisches Passagierschiff der Linie Italia – Società di Navigazione mit Heimathafen Genua.
Das nach dem genuesischen Admiral Andrea Doria benannte Schiff lief am 16. Juni 1951 vom Stapel und unternahm seine Jungfernfahrt am 14. Januar 1953. Die Andrea Doria war das schnellste Schiff der italienischen Flotte. Auf seiner 51. Fahrt kollidierte der Luxusliner am 25. Juli 1956 auf dem Weg nach New York vor der Küste von Nantucket mit dem ostwärts fahrenden Kombischiff Stockholm. Nach der Kollision entwickelte die Andrea Doria eine starke Schlagseite, wodurch die Hälfte der Rettungsboote nicht verwendet werden konnte. Die schnelle Reaktion anderer Schiffe verhinderte eine ähnliche Katastrophe wie 1912 bei der Titanic, sodass ein Großteil der Passagiere und der Besatzung überlebte: 1660 Menschen wurden gerettet, 46 Menschen starben.
Am folgenden Morgen kenterte das mittlerweile evakuierte Schiff und sank schließlich. Ort und Umstände des Unglückes waren jenen des Unterganges des White-Star-Liners Republic 1909 ähnlich. Der Unfall erregte großes Interesse in den Medien und hatte eine Vielzahl von Prozessen zur Folge. Die Andrea Doria war das letzte große Passagierschiff auf transatlantischer Route, das sank. Der Transatlantikverkehr mit Schiffen auf dem Nordatlantik wurde in den 1960er Jahren fast vollständig durch den Luftverkehr abgelöst.

## Technik

### Merkmale
Die Andrea Doria war 213 Meter lang, 27 Meter breit und hatte eine Vermessung von 29.083 BRT. Ihr Schwesterschiff war die 1954 in Dienst gestellte Cristoforo Colombo (29.191 BRT). Das Antriebssystem bestand aus zwei ölbefeuerten Kesseln und Dampfturbinen, die über Untersetzungsgetriebe zwei Propeller antrieben. Das Schiff erreichte damit eine Reisegeschwindigkeit von 23 und eine Höchstgeschwindigkeit von 26 Knoten. Die Andrea Doria war als Luxusschiff konzipiert. Außerhalb der italienischen Flotte existierten größere und schnellere Schiffe, z. B. die Queen Elizabeth und die United States.
Als erstes die südliche Nordatlantikroute befahrendes Schiff war die Andrea Doria mit drei auf Deck liegenden Schwimmbecken ausgestattet – einem für jede Klasse: Erste, Kabinen- und Touristenklasse. Auf zehn Decks konnte das Schiff 218 Passagiere der ersten Klasse, 320 der Kabinenklasse und 703 Passagiere der Touristenklasse befördern. Für Kunst und Ausstattungsdekor waren über eine Million US-Dollar, u. a. für eine lebensgroße Statue von Admiral Andrea Doria, ausgegeben worden. Das Schiff wurde vielfach als eines der schönsten Passagierschiffe bezeichnet, die je gebaut wurden.

### Sicherheit und Seetüchtigkeit
Mit ihrem doppelwandigen und mit wasserdichten Schotten in elf Abteilungen unterteilten Rumpf galt die Andrea Doria als eines der sichersten Schiffe. Zwei der elf durch Schotten getrennten Abteilungen hätten volllaufen können, ohne dass hierdurch die Sicherheit des Schiffs gefährdet worden wäre. Es gab genügend Rettungsboote, um alle auf dem Schiff befindlichen Menschen unterbringen zu können. Außerdem war die Andrea Doria mit dem damals modernsten Radarsystem ausgestattet.
Aber es gab auch eine Reihe schwerwiegender Mängel, die die Sicherheit und die Seetüchtigkeit beeinflussten. So bestätigten sich die anhand von Tests am Modell gemachten Vorhersagen, dass das Schiff zu einer verhältnismäßig großen Krängung neigte, sobald es auf See entsprechenden Kräften ausgesetzt war. Dies ließ sich insbesondere während seiner Jungfernfahrt beobachten, als die Andrea Doria vor Nantucket nach einer großen Welle um 28° krängte. Diese Tendenz machte sich insbesondere bei annähernd leeren Brennstofftanks am Ende einer Reise bemerkbar.
Die konstruktiven Eigenheiten und die problematische Stabilität des Schiffes trugen nach der Kollision maßgeblich zum Kentern bei. Die Schotten reichten nur bis zur Höhe des A-Decks, sodass bei einer Krängung von mehr als 20° Wasser aus bereits vollgelaufenen Abteilungen in benachbarte Abteilungen lief. Bei einer Krängung von mehr als 15° konnte die Hälfte der Rettungsboote nicht zu Wasser gelassen werden.

## Geschichte

### Bauphase und Jungfernfahrt
Bis nach Ende des Zweiten Weltkrieges hatte Italien die Hälfte seiner Handelsflotte durch Zerstörung oder Reparationen verloren, darunter auch die mit dem Blauen Band ausgezeichnete Rex. Zudem kämpfte der Staat mit einem Wirtschaftskollaps. Die Italia – Società di Navigazione bestellte in den frühen 1950er Jahren zwei neue Schiffe ähnlicher Bauart. Das erste Schiff war die Andrea Doria, das zweite die nach Christoph Kolumbus benannte 1953 in Dienst gestellte Cristoforo Colombo.
Die Andrea Doria wurde unter der Baunummer 918 der Ansaldo-Werft im Viertel Sestri Ponente von Genua gebaut. Am 9. Februar 1950 wurde auf dem Helgen Nr. 1 der Kiel gelegt. Der Stapellauf fand am 16. Juni 1951 statt. Während der Schiffstaufe wurde der Schiffsrumpf vom Erzbischof von Genua, Giuseppe Siri, gesegnet und von Giuseppina Saragat, der Frau des früheren Ministers der Handelsmarine, getauft. Nach Maschinenproblemen während der ersten Erprobungsfahrten wurde die Jungfernfahrt vom 14. Dezember 1952 auf den 13. Januar 1953 verschoben.
Auf seiner Jungfernfahrt war das Schiff bei der Anfahrt auf New York schweren Stürmen ausgesetzt. Die Andrea Doria vollendete ihre erste Überfahrt am 23. Januar und wurde von einer Delegation, darunter der Bürgermeister von New York, Vincent R. Impellitteri, empfangen. Später wurde die Andrea Doria zu einem der beliebtesten und erfolgreichsten italienischen Linienschiffe und war zumeist ausgebucht. Mitte 1956 vollendete sie ihre hundertste Überquerung des Atlantiks.

### Die letzte Fahrt

#### Kollisionskurs
| \| \|                                                                                  |
| Ungefähre Position zur Zeit der Kollision (franz. Seekarte New York – Nantucket, 1947) |
|                                                                                        |

Am Abend des 25. Juli 1956 befand sich die Andrea Doria mit 1134 Passagieren und 572 Besatzungsmitgliedern unter dem Kommando von Kapitän Piero Calamai auf Westkurs in Richtung New York, dem Ziel der am 17. Juli in Genua begonnenen Überfahrt. Der Zeitplan sah ein Einlaufen in den New Yorker Hafen für den nächsten Morgen vor. Unter den Passagieren befanden sich: 
- die Schauspielerinnen Ruth Roman und Betsy Drake,
- der Komponist Mike Stoller mit seiner Ehefrau Meryl,
- der Bürgermeister von Philadelphia, Richardson Dilworth, mit Ehefrau Ann;
- Ferdinand M. Thieriot, der Vertriebsdirektor des San Francisco Chronicle mit Ehefrau Frances (beide kamen ums Leben);
- Thure C. Peterson, Präsident des Chiropractic Institute of New York mit Ehefrau Martha (sie kam ums Leben);
- Camille M. Cianfarra, Madrider Korrespondent der New York Times mit Ehefrau Jane (er kam ums Leben);
- George P. Kerr, Europa-Manager von Procter & Gamble mit Ehefrau und Tochter;
- Marion W. Boyer, ehemaliger Generaldirektor der United States Atomic Energy Commission;
- das ungarische Balletttänzer-Ehepaar Nora Kovach und Istvan Rabovsky;
- Robert T. Young, Marine-Schadensbesichtiger des American Bureau of Shipping mit Ehefrau und Kindern sowie
- der kanadische Opernsänger Nicholas Massue mit seiner Mutter Alexandrine, einer Tochter von Marc-Amable Girard,
- ebenso der österreichische Architekt Wilhelm Holzbauer.[6][7][8][9]

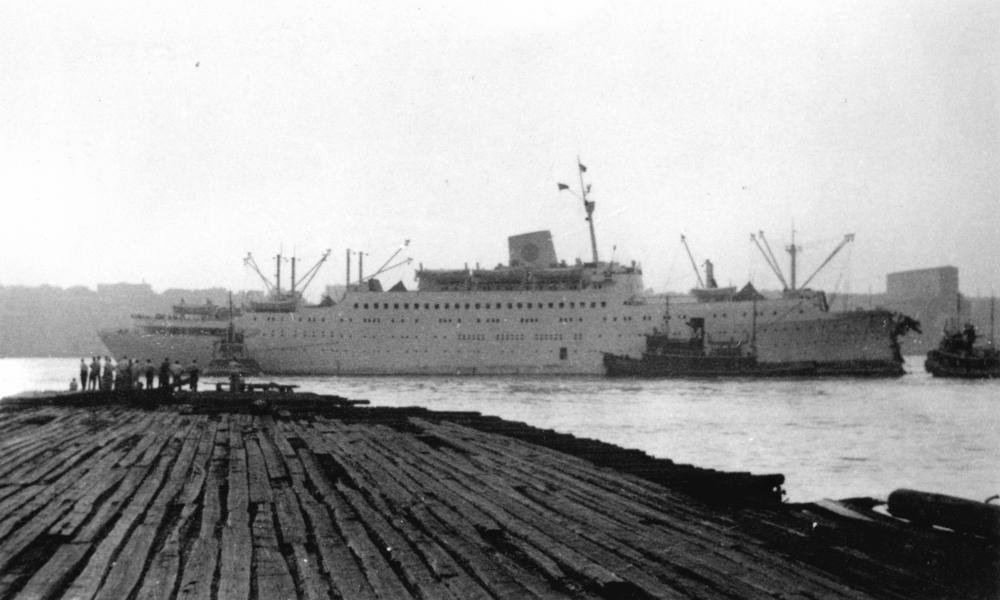
Die Stockholm nach der Kollision in New York

Zur gleichen Zeit befand sich die Stockholm, ein kleineres Passagierschiff, das am Mittag in New York abgelegt hatte, auf Ostkurs in Richtung des schwedischen Göteborg. Der Kapitän der Stockholm war Harry Gunnar Nordenson. An diesem Abend hatte der dritte Offizier Johan-Ernst Carstens-Johannsen das Kommando auf der Brücke. Die Stockholm verfolgte bei klarem Himmel ihren üblichen Kurs mit 18 Knoten (33 Kilometer pro Stunde) auf das Feuerschiff von Nantucket. Carstens schätzte die Sicht auf etwa elf Kilometer. Die Stockholm und die Andrea Doria bewegten sich auf einer vielbefahrenen Schifffahrtsstraße aufeinander zu, nachdem die Andrea Doria schon einige Stunden durch dichten Nebel gefahren war. Der Kapitän hatte die üblichen Vorsichtsmaßnahmen bei Fahrt durch Nebel getroffen und die Geschwindigkeit leicht von 23 auf 21,8 Knoten gedrosselt, das Nebelhorn des Schiffs aktiviert und die Schotten geschlossen. Die Stockholm war noch nicht in die Nebelbank hineingefahren und ihre Besatzung war sich ihrer Existenz offenbar nicht bewusst.
Die Gewässer des Nordatlantiks südlich von Nantucket sind häufig von Nebelbänken betroffen, da an dieser Stelle der kalte Labrador-Strom auf den wärmeren Golfstrom trifft. Bei der nur durch Radar geleiteten Annäherung der Schiffe mit einer Gesamtgeschwindigkeit von 40 Knoten interpretierten offenbar beide Seiten den Kurs des jeweils anderen Schiffes falsch. Es gab keine Funksprüche zwischen den Schiffen.
In den Minuten vor der Kollision änderte die Andrea Doria ihren Kurs langsam in Richtung Backbord, um die Stockholm auf der Steuerbordseite zu passieren, während die Stockholm ihren Kurs um 20 Grad nach Steuerbord änderte, um die Andrea Doria auf Backbord mit großer Distanz passieren zu lassen. Hierdurch wichen beide Schiffe nach Süden aus und steuerten direkt aufeinander zu, anstatt den Abstand zu vergrößern. Durch den die Andrea Doria umgebenden dichten Nebel waren sich die Schiffe beim ersten Sichtkontakt schon so nahe, dass die Schiffsführungen trotz Ausweichmanöver eine Kollision nicht mehr verhindern konnten.
Noch Momente vor dem Zusammenprall führte die Stockholm ein Manöver des letzten Augenblicks durch. Sie drehte nach Steuerbord und versuchte, ihre Geschwindigkeit durch ein Rückwärts-Manöver zu verringern. Bei ihrem Versuch, der Kollision durch hohe Geschwindigkeit zu entgehen, behielt die Andrea Doria ihre Reisegeschwindigkeit von annähernd 22 Knoten bei und steuerte hart nach Backbord. Mithin änderten beide Schiffe den Kurs nochmals nach Süden und blieben dadurch weiter auf Kollisionskurs.
Um etwa 23:10 Uhr kollidierten die Schiffe.

#### Kollision

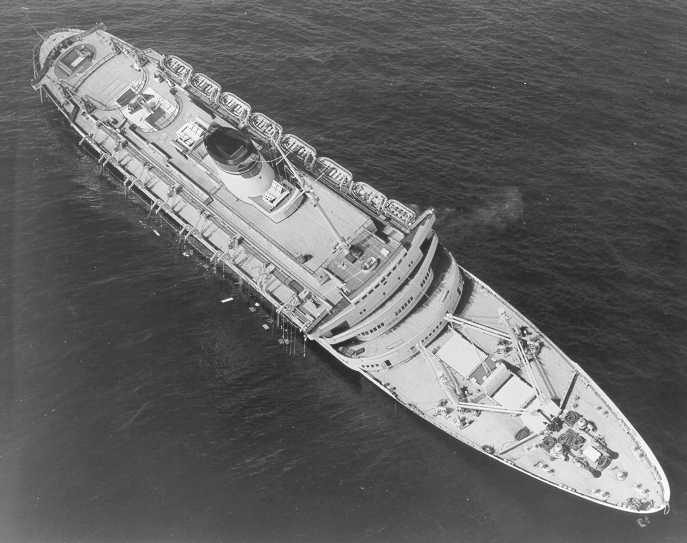
Die Andrea Doria mit Schlagseite am Morgen nach der Kollision

Bei der Kollision durchbrach der für Eisfahrt verstärkte Bug der Stockholm die Steuerbordseite der Andrea Doria etwa mittig und schnitt drei Kabinendecks bis in eine Tiefe von etwa zwölf Metern auf. Die Kollision zerstörte viele besetzte Passagierkabinen und in den tieferen Ebenen einige wasserdichte Abteilungen. Zudem wurden fünf Treibstofftanks auf der Steuerbordseite der Andrea Doria aufgerissen und durch den Einbruch mit 500 Tonnen Meerwasser gefüllt. In Verbindung mit den zu Überfahrtende annähernd leeren Treibstofftanks auf der Gegenseite führte das zu einer nicht korrigierbaren Krängung des Schiffes.
Unterdessen wurden die Maschinen der Stockholm gestoppt und alle Schotten geschlossen. Die Schiffe griffen für etwa 30 Sekunden ineinander. Bei der Trennung der Schiffe wurde der zerstörte Bug der Stockholm entlang der Steuerbordseite der sich weiter bewegenden Andrea Doria nach achtern gezogen und beschädigte diese so weiter. Die Andrea Doria fuhr danach im dichten Nebel noch rund zwei Seemeilen weiter. Beide Schiffe setzten Notrufe ab und erfuhren dabei die Identität des jeweils anderen Schiffes. Die Nachricht der Andrea Doria lautete:
SOS DE ICEH SOS HERE AT 0320 LAT. 40.30 N 69.53 W NEED IMMEDIATE ASSISTANCE

#### Entstandener Schaden
Unmittelbar nach der Kollision nahm die Andrea Doria schnell Wasser auf und bekam Schlagseite nach Steuerbord, die binnen Minuten 18 Grad betrug. Grund für diese Instabilität war, dass kein Ballastwasser in die leeren Treibstofftanks aufgenommen worden war, um Gewicht auszugleichen. Diese vom Hersteller vorgesehene Prozedur verkomplizierte das Bebunkern des Schiffs, weil das Wasser wieder abgelassen werden musste, was wiederum in Häfen wie New York wegen der Verunreinigung mit Brennstoff aus Umweltschutzgründen verboten war. Durch das auf Steuerbordseite in die Tanks eindringende Wasser und die annähernd leeren Tanks auf Backbordseite wurde die Schlagseite deutlich verstärkt. In den nächsten Minuten stieg die Krängung des Schiffes auf über 20 Grad.
Im Maschinenraum versuchten die Schiffsingenieure vergeblich, das Wasser aus den gefluteten Steuerbordtanks zu pumpen. Die geringe Menge verbleibenden Treibstoffs und die durch die Krängung aufgetauchten Wasseransaugöffnungen machten es unmöglich, das Schiff durch Fluten der Backbordtanks noch zu stabilisieren. Durch das im Maschinenraum ansteigende Wasser fielen die Generatoren aus und verringerten die verfügbare Leistung für die Lenzpumpen weiter.

#### Personenschäden
Auf der Andrea Doria starben 46 Passagiere im Kollisionsbereich, davon zwei infolge der Rettungsaktion. Hunderte Passagiere waren verletzt, zum Teil als Folge der Schlagseite und im Zuge der Evakuierung. Einige Passagiere waren durch die Wucht des Aufpralls auf das Deck der Stockholm geschleudert worden, andere waren in zerquetschten Kabinen im Kollisionsbereich gefangen.
Ein Großteil der Opfer starb auf den unteren Decks der Kollisionszone, die von Meerwasser geflutet wurden. Insgesamt starben 51 Personen.

#### Evakuierung
Binnen 30 Minuten nach der Kollision entschied die Schiffsführung zu evakuieren. Diese auch unter besten Bedingungen nicht ungefährliche Prozedur wurde durch die starke Neigung des Schiffs noch problematischer.
Eine für Passagiere und Besatzung ausreichende Anzahl Rettungsboote stand auf den Bootsdecks auf beiden Seiten des Schiffes zur Verfügung. Die Planung sah vor, die Rettungsboote zum darunterliegenden Promenadendeck hinabzulassen. Die Passagiere sollten hier aus den Fenstern direkt in die Boote einsteigen können. Sobald voll besetzt, sollten die Boote hinabgelassen werden.
Die auf Backbordseite befindlichen Rettungsboote konnten jedoch aufgrund der schweren Schlagseite nicht hinabgelassen werden. Die Boote auf Steuerbordseite konnten nicht auf Höhe des Promenadendecks bestiegen werden. Sie mussten zunächst leer zu Wasser gelassen werden. Die Passagiere mussten auf Höhe des Wassers in die Boote gelangen, was mit Leinen, Jakobsleitern und einem großen Fischernetz gelang. Einige der Passagiere gerieten hierbei in Panik, sprangen über Bord oder ließen ihre Kinder zu den Helfern nach unten fallen.
Über Funk wurden dringend weitere Rettungsboote angefordert. Während andere Schiffe Kurs auf die Unglücksstelle nahmen, unterstützte auch der Kapitän der Stockholm die Evakuierung der Andrea Doria mit einigen Rettungsbooten. In den ersten Stunden wurden viele der Überlebenden mit Rettungsbooten zur Stockholm transportiert.
Es befanden sich mehrere Schiffe in der Nähe, die auf den Notruf reagierten. Die Funkverbindung wurde über diese Schiffe aufrechterhalten, da die Batterien der Andrea Doria nur eine begrenzte Reichweite zuließen. An Land wurden die Operationen der United States Coast Guard von einem Zentrum in New York aus koordiniert. Einen Wendepunkt der Rettung stellte die Entscheidung des Kapitäns der Île de France, Baron Raoul de Beaudean, dar, mit seinem Schiff umzukehren und an der Rettung teilzunehmen. Die Île de France hatte am Vortag von New York nach Osten abgelegt und die westwärts fahrende Andrea Doria Stunden zuvor passiert. Sie verfügte über ausreichende Kapazitäten zur Aufnahme von Schiffbrüchigen. Die 15 Seemeilen von der Kollisionsstelle entfernte Cape Ann der United Fruit Company eilte ebenfalls herbei und half mit ihren beiden Rettungsbooten den Passagieren der Andrea Doria.
Als de Beaudeans Schiff den Unglücksort weniger als drei Stunden nach der Kollision erreichte, lichtete sich der Nebel, sodass die Île de France sicher die Steuerbordseite der Andrea Doria abschirmen konnte. Die gesamte Außenbeleuchtung der Île de France wurde eingeschaltet. Die Île de France rettete einen Großteil der verbliebenen Passagiere, indem ihre zehn Rettungsboote zur Andrea Doria und zurück pendelten und Schiffbrüchige aus Rettungsbooten anderer Schiffe aufgenommen wurden. Einige Passagiere der Île de France gaben für die müden und durchnässten Geretteten ihre Unterkünfte her. Gegen Tagesanbruch war die Andrea Doria vollständig evakuiert. Die Île de France hatte 735 Passagiere der Andrea Doria gerettet, die Stockholm 545, die Pvt. William H. Thomas 158, die Cape Ann 129, die Edward H. Allen 77 und der Tanker Robert E. Hopkins einen Schiffbrüchigen. Kurze Zeit später wurden ein beim Bemannen der Rettungsboote tödlich verletztes vier Jahre altes Mädchen und vier schwerverletzte Besatzungsmitglieder der Stockholm von Hubschraubern der Küstenwache und der US Air Force ausgeflogen. Viele Passagiere wurden bei Ankunft in New York in Krankenhäuser eingeliefert.

#### Kentern und Sinken der „Andrea Doria“

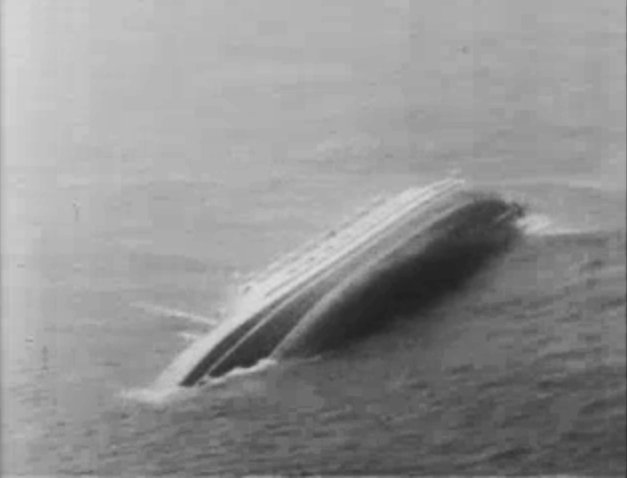
Die Andrea Doria in Seitenlage

Nach abgeschlossener Evakuierung richtete der Kapitän seine Aufmerksamkeit auf die Möglichkeit, die Andrea Doria in flache Gewässer zu schleppen. Beobachtern der Szenerie war jedoch klar, dass sich das Schiff weiter auf die Seite legen und letztlich sinken würde.
Die Île de France umkreiste als zeremoniellen Abschied die Andrea Doria drei Mal, bevor sie sich auf Kurs New York begab. Die Andrea Doria kenterte langsam. Durch Eintauchen des Bugs hob sich das Heck des Schiffes langsam, sodass der Propeller sichtbar wurde. Von der versinkenden Backbordseite rissen sich noch einige der verbliebenen Rettungsboote los. Offiziell sank die Andrea Doria elf Stunden nach der Kollision, um 10:09 Uhr am 26. Juli.

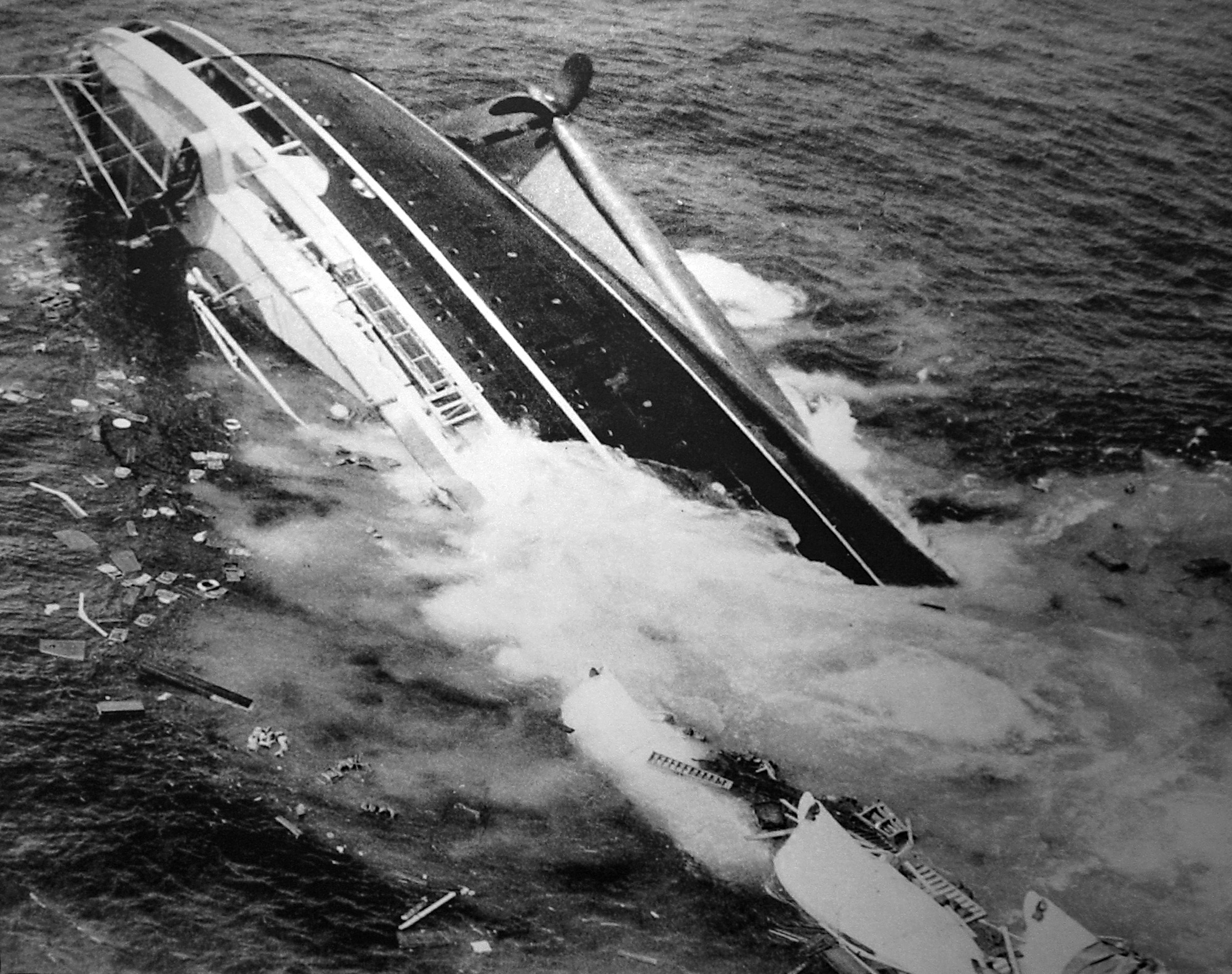
Pulitzer-Preis-Foto von Harry A. Trask

Mit Aufnahmen des versinkenden Schiffs gewann Harry A. Trask 1957 den Pulitzer-Preis für die Tageszeitung Boston Traveler.

## Nachspiel

### Gerichtsverfahren und Ursachenforschung
Nach der erfolgreichen Rettung gab es in New York City über mehrere Monate hinweg Anhörungen zur Kollision. Die Eigner des Schiffes wurden hierbei durch prominente Anwälte für Seerecht vertreten, die Opfer und deren Familien durch dutzende Privatanwälte. Offiziere beider Schiffslinien sagten aus, darunter auch die zum Zeitpunkt der Kollision diensthabenden Offiziere. Die Anhörungen endeten, als eine außergerichtliche Einigung erzielt wurde. Möglicherweise mitentscheidend hierfür dürfte die Tatsache gewesen sein, dass beide Schiffe bei derselben Versicherung, Lloyd’s of London, versichert waren.
Beide Schiffslinien zahlten in einen gemeinsamen Opfer-Fonds ein. Zudem hatten die Gesellschaften ihre eigenen Schäden zu tragen: Im Falle der Svenska Amerika Linien der Stockholm wurden diese auf etwa 2 Millionen US-Dollar geschätzt, von denen jeweils die Hälfte auf Reparaturen des Schiffes und Geschäftsausfälle entfielen. Die italienische Linie verlor den Gesamtwert der Andrea Doria, geschätzte 30 Millionen US-Dollar.
In einer Anhörung durch den US-Kongress wurden besonders der fehlende Ballast der Andrea Doria und die dadurch mangelhafte Leckstabilität festgestellt. Neben dichtem Nebel als Hauptgrund für die Havarie wurden weitere Gründe genannt:

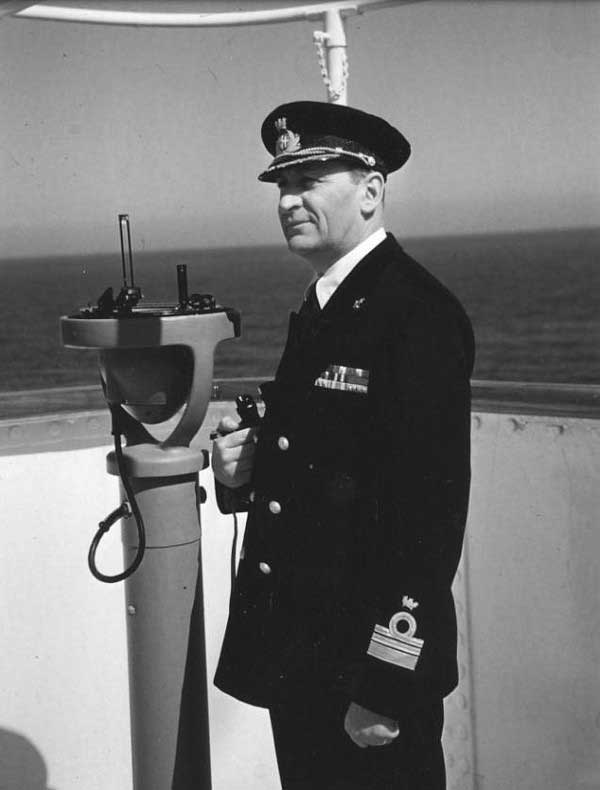
Kapitän Piero Calamai

1. Die Offiziere der Andrea Doria hatten die Prozeduren nicht korrekt befolgt und weder Radargerät noch Navigationsausrüstung des Kartenraums benutzt, um Position, Kurs und Geschwindigkeit der Stockholm zu berechnen.
2. Die damaligen und heutigen Kollisionsverhütungsregeln verlangen hier, dass die Schiffe sich an ihrer Backbordseite passieren und im Falle möglicher frontaler Kollision nach Steuerbord ausweichen. Das wurde jedoch von der Andrea Doria nicht eingehalten.[13] Stattdessen drehte die Andrea Doria nach Backbord ab und verringerte damit den Abstand zur korrekt ausweichenden Stockholm.
3. Der Andrea-Doria-Kapitän Calamai fuhr trotz des dichten Nebels mit hoher Geschwindigkeit. Diese unter Passagierlinien verbreitete Praxis widerspricht den Richtlinien, nach denen bei reduzierter Sichtweite die Geschwindigkeit soweit reduziert werden muss, dass das Schiff in halber Sichtweite zum Stillstand kommen kann. Dies hätte jedoch in der Praxis eine Reduzierung auf nahezu Null bedeutet.
4. Die Stockholm und die Andrea Doria waren vor der Kollision unterschiedlichen Wetterbedingungen ausgesetzt gewesen. Während die Andrea Doria bereits Stunden durch Nebel fuhr, war die Stockholm gerade erst in die Nebelbank hineingefahren. Der kommandierende Offizier der Stockholm glaubte deshalb, bei der für ihn nicht sichtbaren Andrea Doria handele es sich um ein sehr kleines Fischerboot oder um ein verdunkeltes Kriegsschiff bei einem Manöver. Er sagte aus, ihm sei völlig unklar gewesen, dass es sich um ein schnell fahrendes Passagierschiff gehandelt habe.
5. Die entleerten Brennstofftanks der Andrea Doria wurden leer belassen, statt sie mit Meerwasser zu füllen, wie dies von den Schiffbauingenieuren vorgesehen gewesen war. Hierbei handelte es sich um eine verbreitete Praxis: man vermeidet beim Tanken das Ablassen von mit Öl verschmutztem Wasser, was in vielen Häfen, u. a. New York, verboten war; außerdem bewirken leere Tanks eine höhere Lage des Schiffs im Wasser, was den Widerstand und damit bei gegebener Geschwindigkeit den Brennstoffverbrauch verringert. Der fehlende Ballast trug jedoch wahrscheinlich maßgeblich zur Schlagseite und zum späteren Kentern des Schiffs bei.
6. Ein womöglich fehlendes Schott nahe dem Maschinenraum könnte ebenfalls zu den Problemen der Andrea Doria beigetragen haben.

Beide Schiffslinien wollten die Diskussion um strukturelle Probleme und fehlende Stabilität der Andrea Doria möglichst aus der Öffentlichkeit halten, denn auch die Betreiber der Stockholm hatten ein neues Schiff, die Gripsholm,  bei den italienischen Ansaldo-Werften in Auftrag gegeben. Die Anhörungen wurden beendet, bevor die Konstrukteure und Ingenieure der Andrea Doria aussagten.
Als Ersatz für die Andrea Doria gab die Reederei bei derselben Bauwerft ein neues Schiff in Auftrag, die mehr als 33.000 BRT große Leonardo da Vinci, die 1958 vom Stapel lief und 1960 in Dienst gestellt wurde.

### Folgen

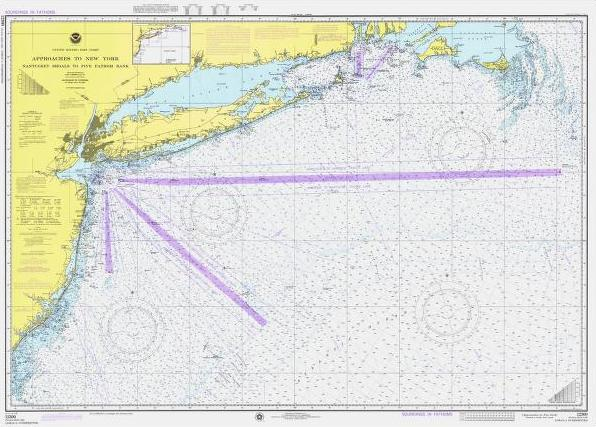
Seekarte New York / Nantucket von 1976 mit 1956 noch nicht gültigen Verkehrstrennungsgebieten

Die Kollision der Andrea Doria führte in den Folgejahren zu einigen Veränderungen des Schifffahrtsreglements, die eine Wiederholung solcher Kollisionen verhindern sollten. Unter anderem wurden die Betreiber verpflichtet, die Ausbildung an der Radarausrüstung zu verbessern. Außerdem mussten sich einander annähernde Schiffe Funkkontakt miteinander aufnehmen.

### Spätere Untersuchungen
Durch spätere Untersuchungen des Wracks mit U-Booten und Computersimulationen wurden weitere Details bekannt:
1. Nähere Untersuchung des Kollisionsbereichs der Andrea Doria zeigte, dass der Bug der Stockholm weitaus mehr Schaden angerichtet hatte, als 1956 angenommen worden war. Die Frage nach dem womöglich fehlenden Schott ist deshalb – obwohl noch immer ungeklärt – müßig, die Andrea Doria wäre selbst mit dem Schott gesunken.
2. Captain Robert J. Meurn von der United States Merchant Marine Academy behauptet nach eingehenden Studien und Computersimulationen, der dritte Offizier der Stockholm Carstens-Johannsen habe die Radardaten fehlinterpretiert und die Entfernung zwischen den Schiffen gravierend falsch geschätzt. Die Radareinstellungen seien schlecht gewählt und die Entfernungsangaben seien schlecht ablesbar gewesen.

## Das Wrack
Bereits einen Tag nachdem die Andrea Doria gesunken war, spürten die Taucher Peter Gimbel und Joseph Fox das Wrack auf und veröffentlichten Bilder im Time-Magazin. Gimbel leitete später eine Reihe von Bergungsoperationen, bei denen unter anderem 1981 der Safe der ersten Klasse geborgen wurde. Als dieser 1984 in einer Live-Übertragung des Fernsehens geöffnet wurde, befand sich darin jedoch wenig mehr als ein paar amerikanische Silberdevisen und italienische Banknoten. Die Schiffsglocke der Andrea Doria wurde in den späten 1980er Jahren geborgen, ebenso die Statue des namensgebenden Admirals Andrea Doria – die hierzu zerschnitten werden musste.
An Bord der Andrea Doria befand sich als Fracht auch ein Fahrzeugprototyp, der Chrysler Norseman, eine Designstudie des Chrysler-Designers Virgil Exner aus dem Jahre 1956. Die Carrozzeria Ghia in Italien hatte ihn gebaut und er sollte 1957 in den USA auf verschiedenen Automobilmessen ausgestellt werden. Zudem befanden sich 50 Neuwagen des in nur 240 Exemplaren gebauten Lancia Aurelia B24 Spider an Bord.
Im Jahr 1970 plante der Werftarbeiter Jerry Bianco, das Wrack mithilfe seines U-Bootes Quester I zu bergen. Das Boot kenterte jedoch aufgrund einer Panne nach der Taufe, und das Projekt wurde schließlich wegen unzureichender Finanzierung aufgegeben.
Besonders im Laufe der Jahre 2007 und 2008 schritt der Verfall des Wracks schnell voran. Die oberen Deckaufbauten des auf der Steuerbordseite liegenden Schiffes brachen vom Rumpf ab und fielen ins Sediment, wodurch beim Tauchen zusätzliche Risiken durch nicht verzeichnete Bruchstücke und eine veränderte Rumpfstruktur entstanden. Einstmals beliebte Taucherziele – wie das Gimbel’s Hole – existieren nicht mehr. Taucher bezeichnen die Andrea Doria als „lautes“ Wrack, da der kontinuierliche Verfall und von der Strömung bewegte Metallstücke zahlreiche Geräusche verursachen. Dennoch ist das Wrack noch immer interessant für Taucher: durch die Veränderungen entstehen neue Zugänge zu vormals unzugänglichen Bereichen. Wegen der luxuriös ausgestatteten Aufbauten und der beim Tauchen in etwa 70 Meter Tiefe einhergehenden Gefahr wird die Andrea Doria auch als „Der Mount Everest des Tauchens“ bezeichnet. Die Sicht ist oft schlecht und die Strömungen widrig. Seit 1956 kamen 16 Menschen bei Tauchversuchen am Wrack ums Leben. Allein zwischen 2006 und 2008 starben fünf Menschen am und im Wrack. Einige verirrten sich im unübersichtlichen Inneren in heute teils nicht mehr zugänglichen Gängen und Decks bei dem Versuch, Gegenstände aus Räumen zu bergen. Der Tauchtourismus hatte bis 2016 abgenommen.

## Rezeption
- Udo Lindenberg erwähnte das Schiff 1973 in seinem Lied Alles klar auf der Andrea Doria seines gleichnamigen Albums. Eine von Victor Malsy und Udo Lindenberg mit dem Motiv der Andrea Doria gestaltete Briefmarke erschien am 1. Juli 2010.
- In der fiktiven Handlung des Romans Im Sturm von Tom Clancy versteckt sich ein sowjetisches Atom-U-Boot der Victor-Klasse nahe dem Wrack der Andrea Doria, um die dort herrschenden Schallbedingungen und Strömungsgeräusche zur Tarnung zu nutzen. Allerdings wird es von einem Schiff der Royal Navy und der US Navy entdeckt und zerstört, was zu einer Kontamination des Wracks führt.
- Im Roman Das Todeswrack von Clive Cussler dient das Wrack der Andrea Doria als Bühne für einen Thriller, in dem die National Underwater and Marine Agency (NUMA) im Mittelpunkt steht.
- In der zehnten Folge der achten Staffel (Titel: Andrea Doria) der amerikanischen Sitcom Seinfeld versucht eine der Hauptfiguren, George Costanza, mit der leidvollen Geschichte über seine schwere Kindheit die Erzählung eines Überlebenden des Untergangs der Andrea Doria zu übertrumpfen und die Herzen eines Auswahlkomitees zu gewinnen.